# José Manuel de Freitas
José Manuel de Freitas (Jerumenha, 14 de março de 1832 — Recife, 11 de novembro de 1887) foi magistrado e político brasileiro. Exerceu sua carreira política paralelamente à magistratura. Foi um dos políticos mais importantes do Piauí durante o regime monárquico. Embora suas funções como servidor público e disputas políticas tenham-no afastado fisicamente de sua província natal, Freitas continuou exercendo grande influência na política piauiense.
Iniciou-se na magistratura logo após de se formar, em 1858, nomeado promotor público no Maranhão, iniciando-se também na política, afiliado ao Partido Liberal. Em menos de dez anos, atingiu a posição de juiz de direito e, com ascensão de seu partido ao poder, em 1864, assumiu funções na administração, como chefe de polícia e vice-presidente. Nessa condição, assumiu pessoalmente o governo provincial, em caráter interino, por três vezes. Sua carreira passou por reveses com a subida do Partido Conservador, em 1868. Destituído de seus cargos públicos, ficou avulso durante alguns anos, época em que se dedicou à advocacia e à política, até ser exilado do Piauí pelo governo para assumir funções noutras províncias. Freitas, no entanto, em poucos anos conseguiu se fixar no vizinho Maranhão e, novamente com a subida dos liberais, foi eleito deputado geral pelo Piauí, em 1878. Por opção própria, decidiu dedicar-se à magistratura, transferindo-se para o Recife. Entre 1882 e 1884, exerceu a presidência das províncias do Maranhão e de Pernambuco, onde se estabeleceu em caráter definitivo. Juiz dos feitos da Fazenda com honras de desembargador, no governo dos conservadores, mais uma vez foi afastado de sua zona de conforto ao ser nomeado desembargador da Relação de Goiás, função esta que não assumiu por falecer de forma abrupta aos 55 anos.
José Manuel de Freitas é patrono da cadeira n.º 1 da Academia Piauiense de Letras, cujos primeiro e terceiro ocupantes, Clodoaldo Freitas e Esmaragdo de Freitas, eram seus parentes.

## Biografia
Nasceu em Jerumenha, Piauí, filho de Ana Maria de Sousa e do capitão Gonçalo Manuel de Freitas (Fragoso). Eram seus irmãos, entre outros, o desembargador Jesuíno José de Freitas e Lucialina Maria de Freitas e Sousa, através da qual, era tio do também desembargador Esmaragdo de Freitas e Sousa.
Formou-se em Direito pela Faculdade de Recife, em 1858. Entrou para a magistratura logo ao retornar para o Piauí, nomeado promotor público da comarca de Caxias, no Maranhão. Também iniciou-se na política e no serviço público, como secretário do governo da província do Piauí.
Em fevereiro de 1860, foi designado juiz municipal de Parnaguá, ao sul do Piauí. No ano seguinte, a pedido, foi removido para o termo de Teresina.
Também foi eleito deputado à Assembleia Provincial do Piauí para a legislatura de 1860-1861.
Por decreto de 4 de maio de 1864, foi elevado a juiz de direito da comarca de Piracuruca, Piauí. Carta imperial de 11 de junho de 1864 o designou para chefe de polícia da província, em substituição a Gervásio Campelo Pires Ferreira, que fora transferido para cargo idêntico na Paraíba.
Nomeado 2.º vice-presidente da província por carta imperial de junho de 1866, em substituição a Antônio de Sampaio Almendra, assumiu o governo do Piauí, em três momentos: de 3 de agosto a 5 de outubro de 1866, de 5 a 9 de novembro de 1867, de 3 de março a 24 de agosto de 1868.
Condecorado com o oficialato da Imperial Ordem da Rosa por decreto de 14 de setembro de 1866.
Ascendendo ao poder o Partido Conservador, foi exonerado do cargo de chefe de polícia em 20 de julho de 1868. Passou então a exercer a advocacia e dedicar-se à política. Tornou-se uma das principais lideranças do Partido Liberal local.
Em 21 de março de 1871, foi-lhe designada a comarca de Rio Verde, na província de Goiás, que, naquele tempo, era erma e de díficil acesso. Tal ato do governo foi considerado uma pena de desterro imposta pelo então presidente Manuel do Rego Barros Sousa Leão, adversário político de Freitas. Tomou posse da mesma, no entanto, apenas no ano seguinte. Permaneceu durante poucos meses, pois obteve mercê de ser transferido para a comarca de Macau, no Rio Grande do Norte, para onde considerava mais fácil de se transportar com sua família.
Posteriormente em 1872, trocou de comarca com o doutor Matias Antônio da Fonseca Morato, que assumiu seu posto em Macau, enquanto que Freitas foi transferido para a de Rosário, no Maranhão. Permaneceu nesta comarca até 10 de abril de 1875, removido para Caxias, na mesma província e, em 23 de outubro seguinte, para a vara da provedoria de capelas e resíduos de São Luís, vaga pela remoção do juiz Serapião Eusébio de Assunção para Angra dos Reis.
Em 1878, com a ascensão do Partido Liberal, foi eleito deputado geral pelo Piauí para a 17.ª legislatura, junto com Franklin Américo de Meneses Dória e José Basson de Miranda Osório. Mesmo distante, Freitas continuou exercendo grande influência sobre o Partido Liberal daquela província, até o fim de seus dias.
Por decreto de 25 de agosto de 1880, foi removido, a pedido, da vara da provedoria, de 3.ª entrância, em São Luís do Maranhão, para a vara cível, de igual entrância, em Recife, Pernambuco.
Assumiu a presidência da província do Maranhão em 7 de março de  1882. Foi exonerado, a pedido, por decreto 23 de maio de 1883, permanecendo no cargo até 6 de junho seguinte, repassando-o ao primeiro vice-presidente Carlos Fernandes Ribeiro.
Retornou ao Recife, assumindo o cargo de juiz dos feitos da Fazenda, com honras de desembargador. Mal chegou a tomar posse do cargo, foi nomeado presidente da província de Pernambuco por carta imperial de 30 de junho de 1883. Tomou posse em 17 de julho seguinte. Permaneceu à frente do governo provincial até 20 de setembro de 1884, passando-o a Sancho de Barros Pimentel.
Em 26 de julho de 1887, foi nomeado desembargador da Relação de Goiás, atitude vista por seus correligionários como arbitrário da parte do gabinete conservador do Barão de Cotejipe. Não chegou a tomar posse do dito cargo pois faleceu, aos 55 anos, vítima de hemorragia cerebral no então povoado de Caxangá, nos arredores de Recife.
Foi casado com Teresa Carolina da Silva Freitas, com quem teve dez filhos, entre os quais, o magistrado e escritor João Alfredo de Freitas, a escritora Amélia de Freitas Beviláqua e o médico José Otávio de Freitas. Teresa faleceu em 4 de julho de 1932, no Recife.